# Dorothea Orem
Dorothea Orem (ur. 1914 w Baltimore, zm. 22 czerwca 2007 w Savannah) – amerykańska pielęgniarka i teoretyk pielęgniarstwa, profesor. 

## Życiorys
W  wieku 16 lat została pielęgniarką. Z czasem zajęła stanowisko kierownicze, a następnie była dyrektorką szkoły pielęgniarskiej. Wypełniała funkcję pielęgniarki-konsultanta w Stanowym Zarządzie Zdrowia. Uzyskała tytuł profesora na Katolickim Uniwersytecie Ameryki. Była autorką własnej koncepcji pielęgniarstwa (model samoopieki) formułowanej od końca lat 50. XX wieku przez kolejne trzydzieści lat. Opublikowała pracę Nursing concepts of practice (Koncepcja praktyki pielęgniarskiej, 1971), w której to książce zawarła opis tego systemu (kolejne wydania pochodziły z lat: 1980, 1985, 1991, 1995 i 2001). Najważniejszym pojęciem jej teorii jest samoopieka, czyli realizowanie działań w stosunku do siebie samego mających na celu utrzymanie dobrego samopoczucia, właściwego stanu zdrowia i odpowiedniego poziomu życia. W 1998 przeszła na emeryturę.